# Panevlje
Panevlje (cyr. Паневље) – wieś w Serbii, w okręgu pczyńskim, w mieście Vranje. W 2011 roku liczyła 184 mieszkańców.